# Maialen Gallardo
Maialen Gallardo (Mondragón, 1998) es una nutricionista, gimnasta y luchadora de kickboxing guipuzcoana residente en Vitoria.

## Trayectoria deportiva
Nació en Mondragón en 1998. Comenzó su trayectoria deportiva en gimnasia rítmica y aerobic, modalidad en la que llegó a ser campeona de España con el grupo Dragoi de Mondragón.Posteriormente se trasladó a Vitoria-Gasteiz, donde estudió Dietética y Nutrición. Allí se integró con las gimnastas del grupo Biribildu de esta localidad, con las que consiguió dos o tres veces ser campeona de España y participó en el mundial de aero step.
En 2018 formó parte de la selección española que partició en el campeonato del mundo de gimnasia aeróbica que se celebró en Portugal, en el que quedaron en cuarto lugar. En 2018, en el mundial de aero step con Biribildu  sufrió una lesión de espalda y tuvo que dejar la gimnasia de alta competición, tras lo cual estuvo un par de años ejerciendo como monitora de gimnasia, con el club Relevé del que fue cofundadora. 
En 2021 comenzó a entrenar kickboxing. En el primer combate luchó en la categoría de 52-55 kg., pero posteriormente, debido a sus características físicas (poco peso), ha participado sobre todo en las modalidades K1 y low kick (sin pegar rodillas), ya que tiene pocas posibilidades de participar en la categoría correspondiente a su peso (46-48 kg.). Ha tomado parte en combates en Ponferrada en el MFC (Mamba Fight Club), en el Gran Slam de Bilbao, donde obtuvo la victoria, y en Gran Canaria, donde tuvo que abandonar por una brecha.
El 30 de marzo de 2024 consiguió el título europeo de ISKA (International Sport Kickboxing Association), ya que se proclamó campeona de Europa de menos de 48 kg. en Cruzilles-lès-Mépillat, venciendo en cinco asaltos por puntos a la anterior campeona Marine Bigey.
Compagina la práctica del kickboxing, con su actividad laboral de nutricionista y formadora de mujeres en dicho deporte.